# Djibuti nos Jogos Olímpicos de Verão de 2004
Djibuti competiu nos Jogos Olímpicos de Verão de 2004, em Atenas, na Grécia.